# Gruppo Granero-Frioland
Il Gruppo Granero-Frioland (detto anche Gruppo del Monte Granero) è un massiccio montuoso delle Alpi del Monviso nelle Alpi Cozie. Si trova in Italia (Piemonte) ed in misura minore in Francia (Queyras). Prende il nome dal Monte Granero, che ne è la montagna più alta, e dal Frioland, ben visibile dalla pianura antistante.

## Caratteristiche
Il gruppo si sviluppa principalmente a cavallo dello spartiacque tra Val Pellice (a nord, nella Città Metropolitana di Torino) e Valle Po (a sud, in provincia di Cuneo. La sua parte più occidentale ricade però nel territorio francese del Queyras e appartiene al bacino del Guil (Alte Alpi). 
I suoi confini sono rappresentati a sud dal Colle delle Traversette e a nord dal Colle della Croce, che lo separano rispettivamente dal Gruppo del Monviso pd e dal gruppo Bucie-Cornour, quest'ultimo appartenente alle Alpi del Monginevro. Verso ovest è limitato dal Guil mentre ad oriente il suo confine è rappresentato dalla Pianura Padana. 
Nella parte più orientale, in corrispondenza della Punta Ostanetta, le montagne si aprono verso la pianura formando la Valle Infernotto, le cui acque sono raccolte dal Ghiandone.

## Classificazione
La SOIUSA definisce il gruppo del Granero-Frioland come un gruppo alpino e vi attribuisce la seguente classificazione:
- Grande parte = Alpi Occidentali
- Grande settore = Alpi Nord-occidentali
- Sezione = Alpi Cozie
- Sottosezione = Alpi del Monviso
- Supergruppo = Gruppo del Monviso
- Gruppo = Gruppo Granero-Frioland
- Codice =  I/A-4.I-C.9

## Suddivisione
La catena viene suddivisa in due sottogruppi:
- Sottogruppo del Monte Granero (a)
- Costiera Sea Bianca-Frioland (b).

I due sottogruppi sono separati tra loro dal Colle della Gianna.

## Montagne principali

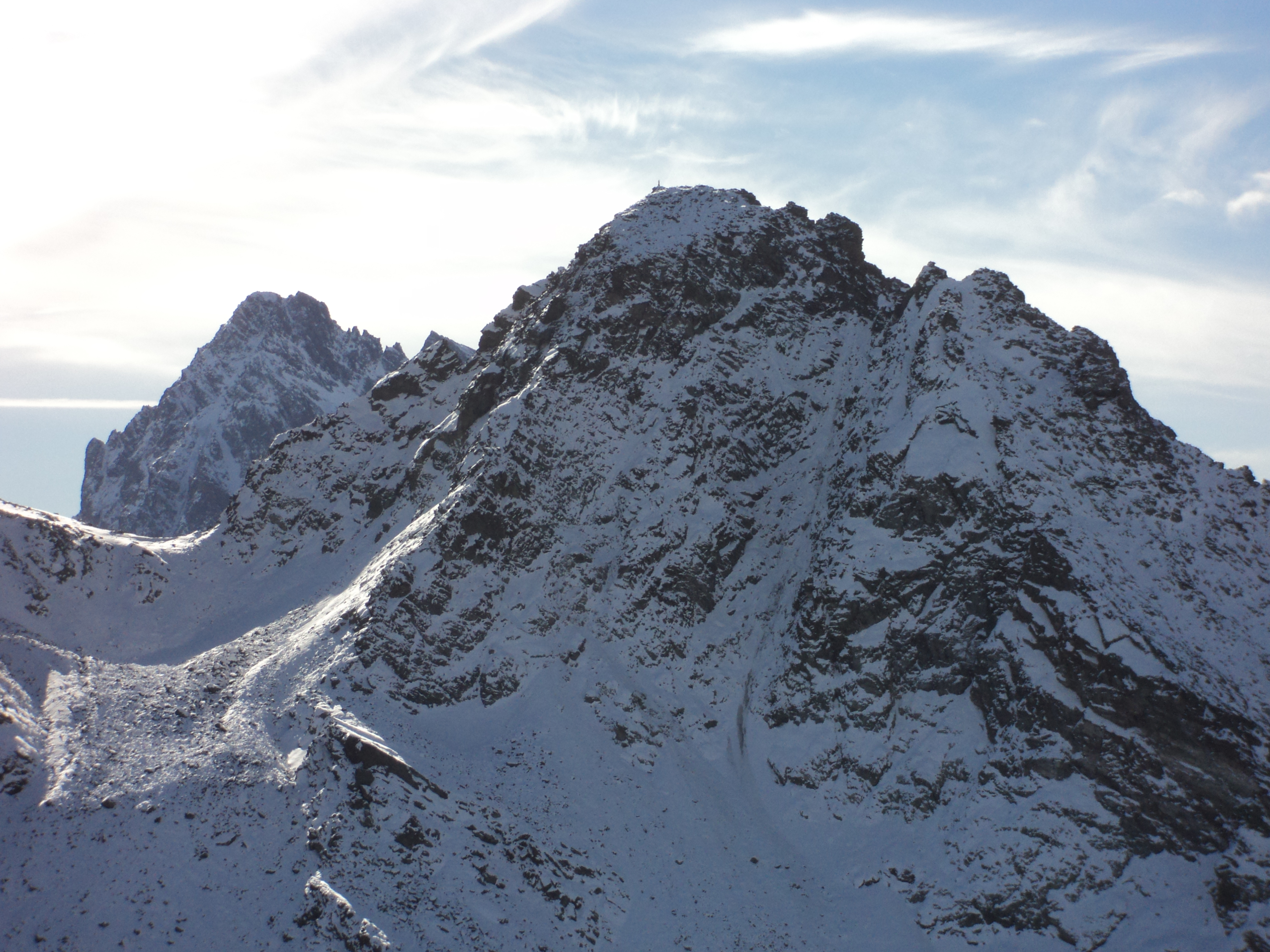
Il Granero innevato

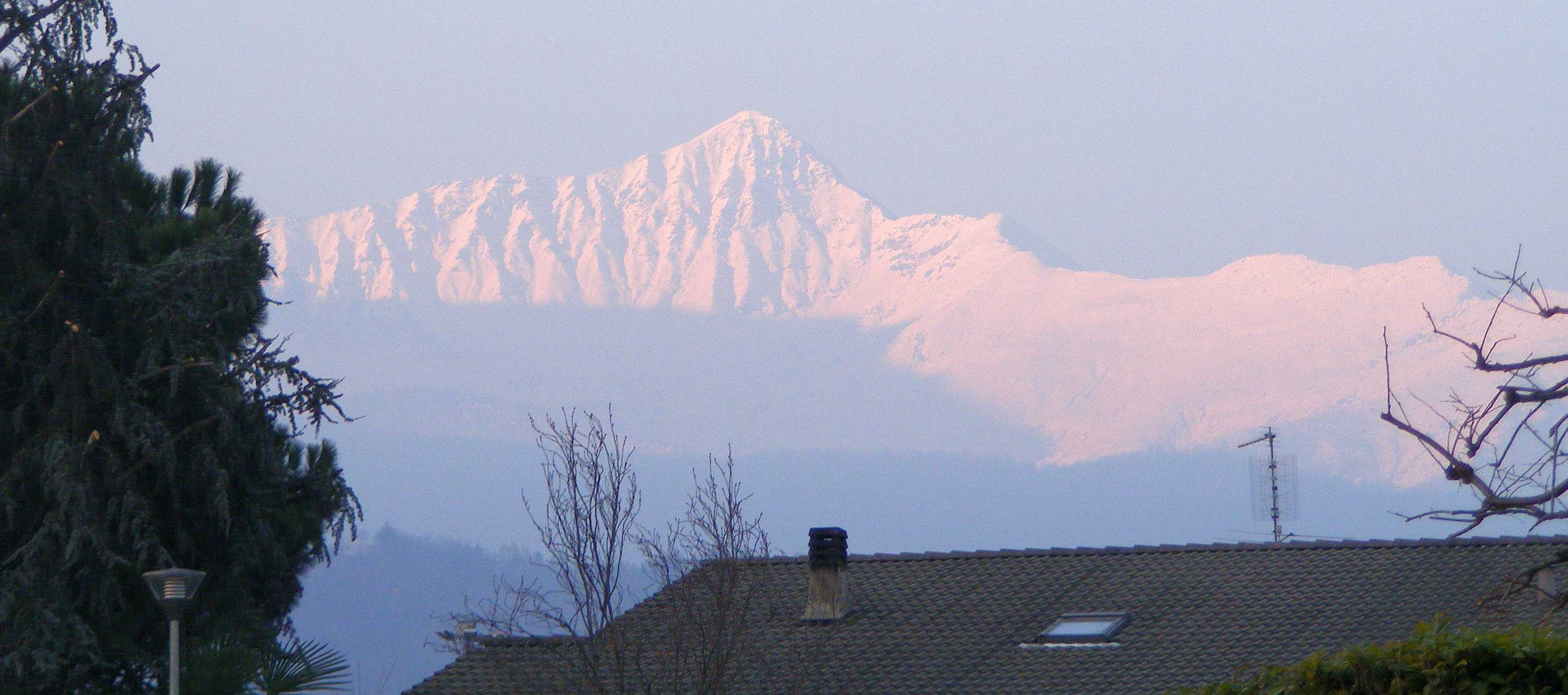
Il Friolànd dalla pianura pinerolese

- Monte Granero - 3.170 m
- Monte Meidassa - 3.105 m
- Monte Manzol - 2.933 m
- Monte Friolànd - 2.738 m
- Punta Sea Bianca - 2.721 m
- Briccàs - 2.426 m
- Punta Ostanetta - 2.385 m
- Punta Selassa - 2.036 m
- Monte Bracco - 1.306 m

## Rifugi alpini
Per favorire l'escursionismo e la salita alle vette il gruppo è dotato dei seguenti rifugi alpini:
- Rifugio Battaglione Alpini Monte Granero - 2.377 m
- Rifugio Barbara Lowrie - 1.753 m
- Rifugio Willy Jervis - 1.732 m.

## Sport invernali
Nella parte nord-orientale del gruppo, in comune di Bagnolo Piemonte, è situata la piccola stazione sciistica di Rucas, con una ventina di km di piste da discesa e tre anelli per lo sci di fondo.

## Protezione della natura
Parte del gruppo montuoso ricade all'interno di due parchi naturali regionali: quello francese del Queyras e quello italiano del Po Cuneese; ulteriori aree situate in Val Pellice sono tutelate dall'Oasi faunistica del Barant e da altri SIC. 

### Cartografia
- Cartografia ufficiale italiana dell'Istituto Geografico Militare (IGM) in scala 1:25.000 e 1:100.000, consultabile on line
- Cartografia ufficiale francese dell'Institut géographique national (IGN), consultabile online
- Istituto Geografico Centrale - Carta dei sentieri e dei rifugi scala 1:50.000 n. 6 Monviso